# ميخائيل بيك
ميخائيل بيك (بالإنجليزية: Michael Beck)‏ (و. 1949 – م) هو ممثل، وممثل أفلام، وممثل تلفزيوني، من الولايات المتحدة الأمريكية، ولد في ممفيس، تينيسي.

## التعليم
تعلم في المدرسة المركزية للخطابة والدراما ‏.

## وصلات خارجية
- ميخائيل بيك على موقع IMDb (الإنجليزية)
- ميخائيل بيك على موقع ألو سيني (الفرنسية)
- ميخائيل بيك على موقع ميوزك برينز (الإنجليزية)
- ميخائيل بيك على موقع أول موفي (الإنجليزية)
- ميخائيل بيك على موقع قاعدة بيانات الأفلام السويدية (السويدية)
- ميخائيل بيك على موقع إن إن دي بي (الإنجليزية)
- ميخائيل بيك على موقع قاعدة بيانات الفيلم (الإنجليزية)
- ميخائيل بيك على موقع كينوبويسك (الروسية)
- ميخائيل بيك على موقع كينوبويسك (الروسية)